# Premio della giuria ecumenica
Il Premio della giuria ecumenica è un premio cinematografico del Festival internazionale del film di Locarno che viene assegnato dal 1973  ai registi che, con il loro talento artistico, riescono a sensibilizzare spettatori e spettatrici verso valori religiosi, umani o sociali. La giuria interpella le visioni dei registi sulla giustizia, la pace, il rispetto e le dimensioni spirituali.

## Albo d'oro

### Anni 1970
- 1973: Krzysztof Zanussi - Illuminazione (Illuminacja)
- 1974
  - István Szabó - Via dei pompieri N. 25 (Tuzolto utca 25)
Awtar Krishna Kaul - 27 Down
- 1975: Abdelaziz Tolbi - Noua
- 1976: Haile Gerima - Mirt Sost Shi Amit
- 1977: Ross Devenish - The Guest: An episode in the Life of Eugène Marais
- 1978: Souleymane Cissé - Baara
- 1979: Yves Yersin - Les petites fugues

### Anni 1980
- 1980: Marja Kok e Erik van Zuylen - Opname
- 1981: Rabindra Dharmaraj - Chakra
- 1982: Jacqueline Veuve - Parti sans laisser d'adresse
- 1983: Jerzy Domaradzki - Planeta krawiec
- 1984
  - Terence Davies - The Terence Davies Trilogy
Salvador Bonet e Dominique Cassuto de Bonet - Tiznao
- 1985: Fredi M. Murer - Falò - Fuoco alpino (Höhenfeuer)
- 1986: Colin Gregg - Lamb
- 1987: Kym Gyngell - With Love to the Person Next to Me
- 1988: Atom Egoyan - Family Viewing
- 1989: Bae Yong-kyun - Perché Bodhi Dharma è partito per l'Oriente? (Dharmaga tongjoguro kan kkadalgun?)

### Anni 1990
- 1990: Margo Harkin - Hush-a-Bye Baby
- 1991: Nikolai Dostal - Oblako-ray
- 1992: Li Shaohong - Sishi puhuo
- 1993: Gurinder Chadha - Picnic alla spiaggia (Bhaji on the Beach)
- 1994: Zhou Xiaowen - Ermo
- 1995: Françoise Etchegaray - Sept en attente
- 1996: Nadia Fares-Anliker - Miel et cendres
- 1997: Tony Gatlif - Gadjo dilo - Lo straniero pazzo (Gadjo Dilo)
- 1998: Roger Michell - Titanic Town
- 1999: Noémie Lvovsky - La vie ne me fait pas peur

### Anni 2000
- 2000: Shuo Wang - Papà (Baba)
- 2001
  - Alain Gomis - L'afrance
  - Justine Shapiro, B.Z. Goldberg e Carlos Bolado - Promesse (Promises)

- 2002: Alain Raoust - La Cage
- 2003: Sabiha Sumar - Acque silenziose (Kkamosh pani)
- 2004: Kenny Glenaan - Yasmin
- 2005: Bernard Émond - La novena (La neuvaine)
- 2006: Verónica Chen - Agua
- 2007: Amor Hakkar - La maison jaune
- 2008: Federico Bondi - Mar nero
- 2009: Filippos Tsitos - Akadimia Platonos

### Anni 2010
- 2010: Marian Crisan - Morgen
- 2011: Fernand Melgar - Vol spécial
- 2012: Ilmar Raag - A Lady in Paris (Une Estonienne à Paris)
- 2013: Destin Cretton - Short Term 12
- 2014: Yuriy Bykov - Durak
- 2015: Sina Ataeian Dena - Ma dar behesht
- 2016: Ralitza Petrova - Godless
- 2017: John Carroll Lynch - Lucky
- 2018: Çağla Zencirci e Guillaume Giovanetti - Sibel